# Highland Games

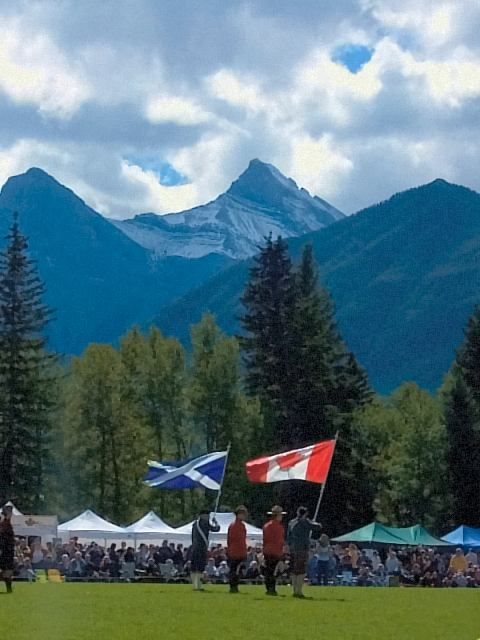
Ceremonia de deschidere de la Canmore Highland games

Highland Games sunt evenimente ținute, pe parcursul anului, în Scoția și în alte țări ca un mod de celebrare a culturii scoțiene și celtice, în special cea a Muntenilor Scoțieni. Anumite aspecte ale jocurilor au devenit embleme a Scoției (kiltul, cimpoiul, și evenimentele de aruncare a obiectelor grele).
În ciuda faptului că această competiție este una concentrată pe dansuri, cântat și atletism, competiția include și alte aspecte ale culturi celtice.

## Istoria evenimentelor
Originea acestor sporturi precede istoria scrisă.

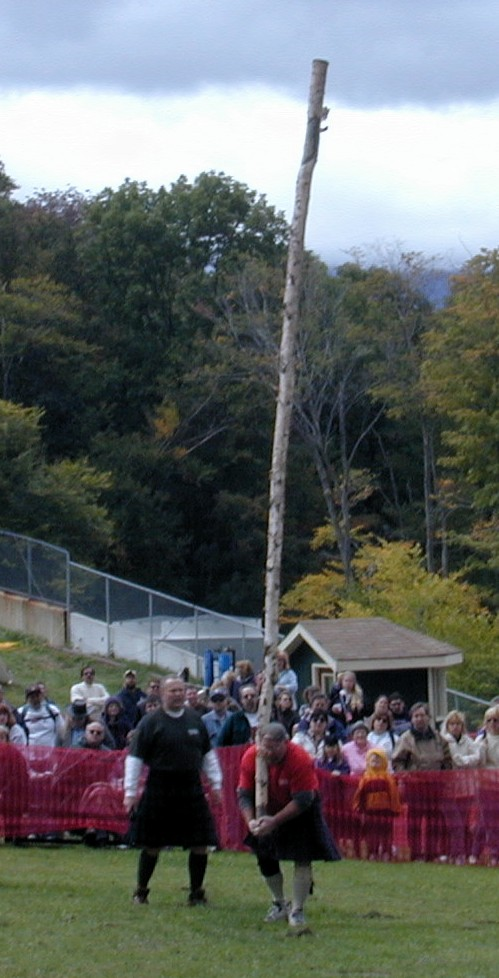
Proba de aruncat 2000 New Hampshire Highland Games

A fost raportat în numeroase cărți și cronici ale jocurilor  că Regele Malcom III al Scoției (domnie 1058–1093), a chemat contestatarii lui la o cursă de alergare pentru a găsi cel mai rapid om din ținuturile sale, pentru a fi numit Mesager Regal. Unii  au văzut acest eveniment special ca fiind o posibilă origine a jocurilor moderne.
În timpul ocupației engleze, de la începutul Războiului de Independență până la suprimarea de după Razboaiele Iacobiților, bărbaților scoțieni le era interzisă purtarea armelor, într-o încercare de a suprima altă rascoală scoțiană.
Scoțienii, totuși, au inclus în pregătirea pentru competiție și antrenament pentru război. 
Într-o scrisoare din anul 1703, menită să cheme clanul lui Laird din Grant (Clanul Grant), se menționează faptul că ei trebuiau să ajungă la competiție purtând emblema Muntenilor din Scoția, dar și cu arme de foc și săbii. Din această scrisoare se crede că se organizau și probe ce implicau folosirea armelor.
Totuși, competiția modernă este o invenție victoriană, dezvoltată dupa migrația forțată a muntenilor scoțieni.

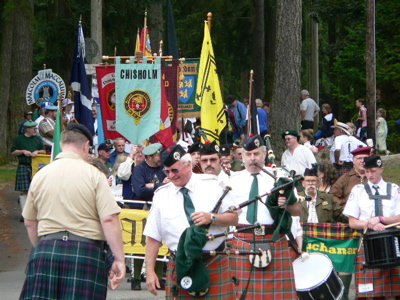